# گری کوپر (بازیکن فوتبال، زاده۱۹۵۵)
گری کوپر (انگلیسی: Gary Cooper؛ زادهٔ ۱ ژانویهٔ ۱۹۵۵) بازیکن فوتبال است.